# Fischerei- und Seefahrtsmuseum Esbjerg
Das Fischerei- und Seefahrtsmuseum (dänisch Fiskeri- og Søfartmuseet) ist ein Museum in Esbjerg, das sich mit der historischen und zeitgenössischen Fischerei, der Schifffahrt und Offshore-Industrie beschäftigt.

## Das Museum
Das Museum wurde mehrfach modernisiert und erweitert und feiert 2018 den 50. Geburtstag mit zwei Sonderausstellungen. Es bietet einen guten Rollstuhlzugang für alle Bereiche und Ausstellungen im Museum, dem Aquarium, dem Robbenbecken sowie dem Café und erhebt für Kinder unter 18 Jahre keinen Eintritt. Das Fischerei- und Seefahrtsmuseum ist eine Touristenattraktionen in Dänemark mit täglichen Robbenfütterungen um 11.00 und 14.30 Uhr und verzeichnet jährlich weit über 100.000 Besucher.
Die kulturhistorische Sammlung des Museums enthält circa 16.800 Artikel mit Bezug zur dänischen Schifffahrt und dänischen Offshore-Industrie. Darüber hinaus besteht eine umfangreiche Fotosammlung von Schiffen und zum Fischfang. Die Sammlung der Fischereiausrüstung beinhalten rund 2.000 Objekte. Die Sammlungen umfassen den Zeitraum des 19. und 20. Jahrhunderts.

## Geschichte
Das Museum wurde im April 1968 eröffnet und begann zunächst mit dem Schwerpunkt der dänischen Hochsee- und Küstenfischerei. Von Beginn an gab es ein Salzwasseraquarium, das 1976 mit einem Becken für Robben erweitert wurde. Später wurde auch die Schifffahrt einbezogen.
Im Jahr 1989 wurde ein Außengelände errichtet mit naturgroßen Fischerhütten sowie Holzkuttern, einer Hafenlandschaft und Schiffswerft mit aktiver Schmiede, Rettungsstation und vielen Gerätschaften für den Fischfang. Das Außengelände wurde kontinuierlich erweitert und später mit einem Spielplatz zum Thema Fischerei und Schifffahrt ergänzt.
1994 richtete das Museum eine Forschungseinheit ein, die seit 2000 mit der Universität von Süddänemark unter dem Namen CME (Centre for Maritime and Business History) zusammenarbeitet.
Im Jahr 2000 erfolgte eine Erweiterung mit einer neuen Dauerausstellung auf rund 2.000 m². Von dieser Vergrößerung profitierten auch die Räumlichkeiten der Bibliothek, der Magazine und der Büros. 2002 wurde das Meerwasseraquarium renoviert und auf ein Wasservolumen von rund 500.000 Liter vergrößert. Es enthält ein 15 m langes Unterwasserfenster. 2013 und 2014 wurde der Außenbereich um ein weiteres Salzwasserbecken und ein Streichelbecken ergänzt und ein Wattenmeer-Pavillon errichtet.

## Bilder

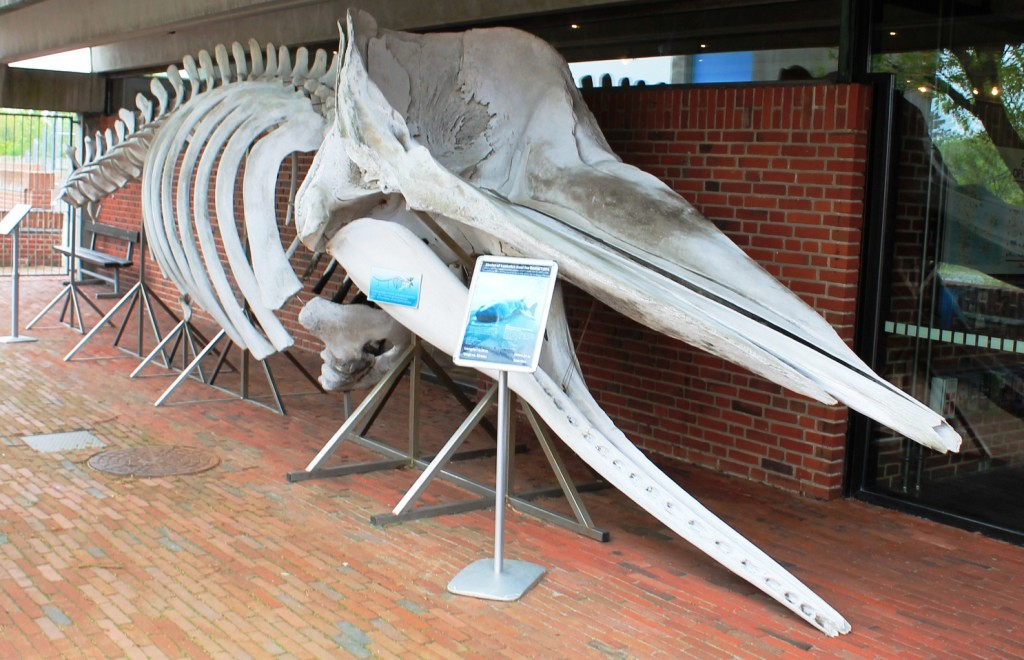
Walskelett vor dem Museum
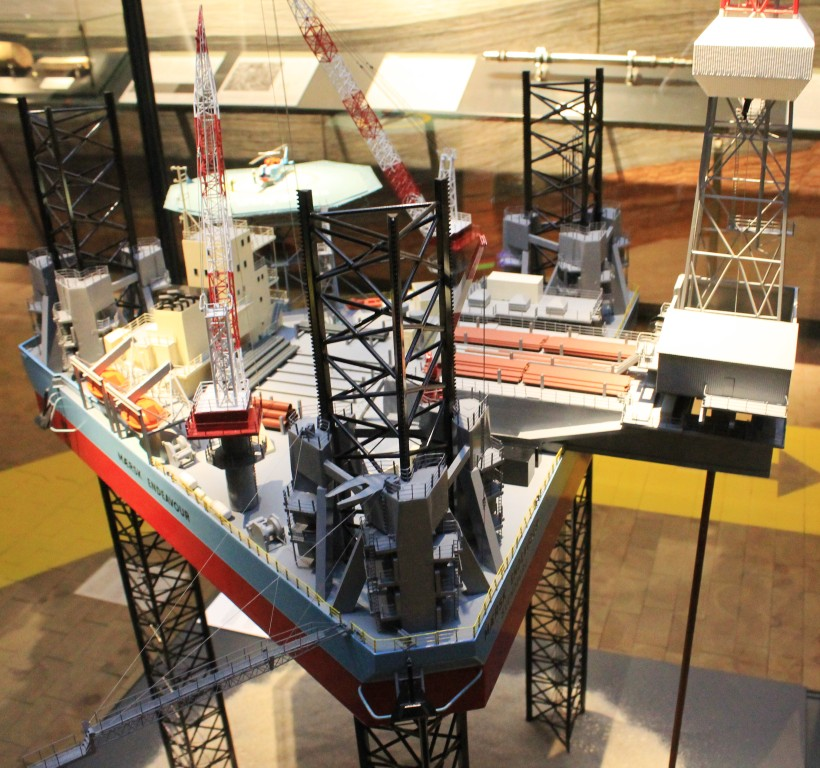
Modell einer Bohrinsel
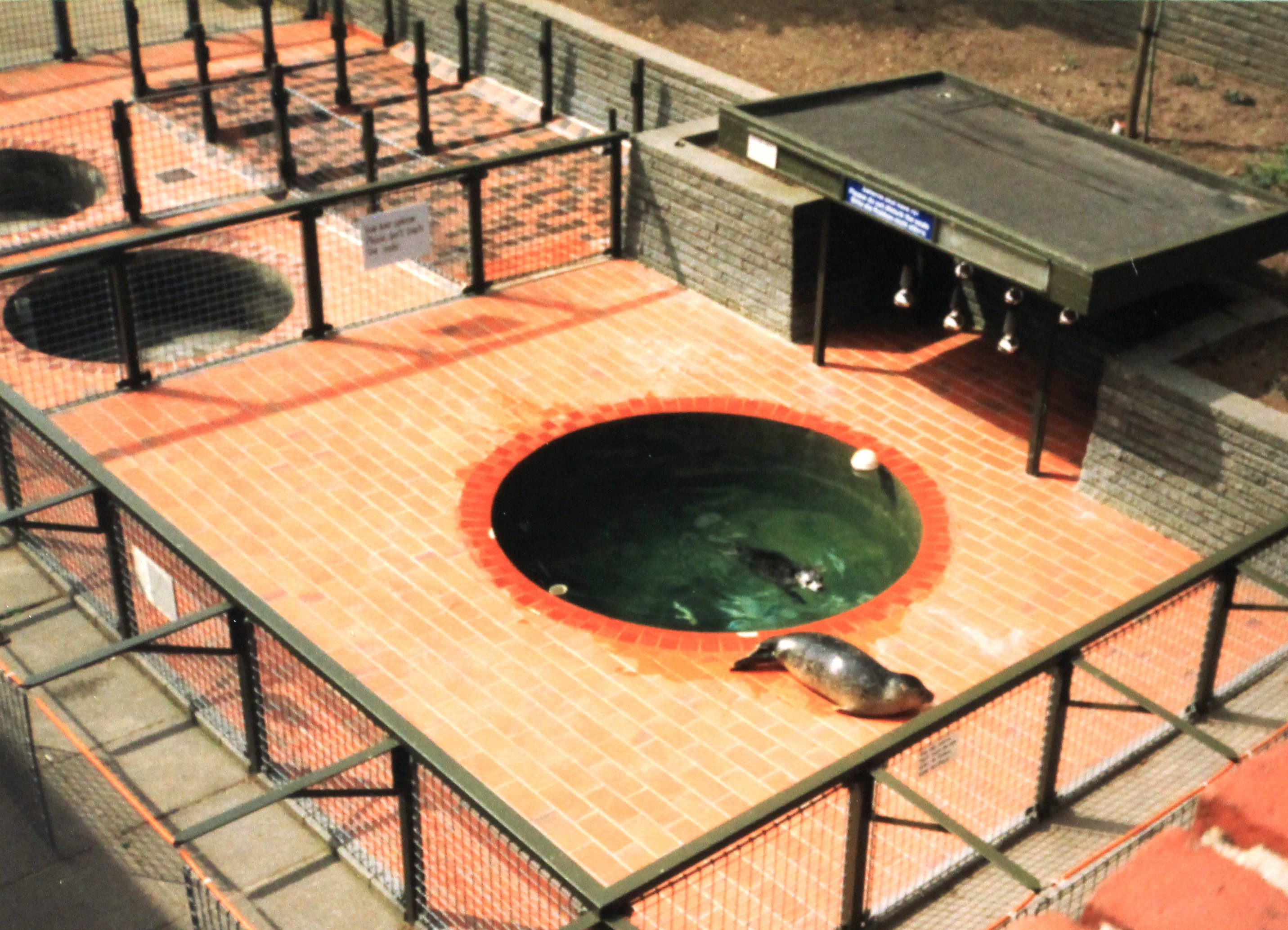
Aufzuchtbecken für kleine Robben
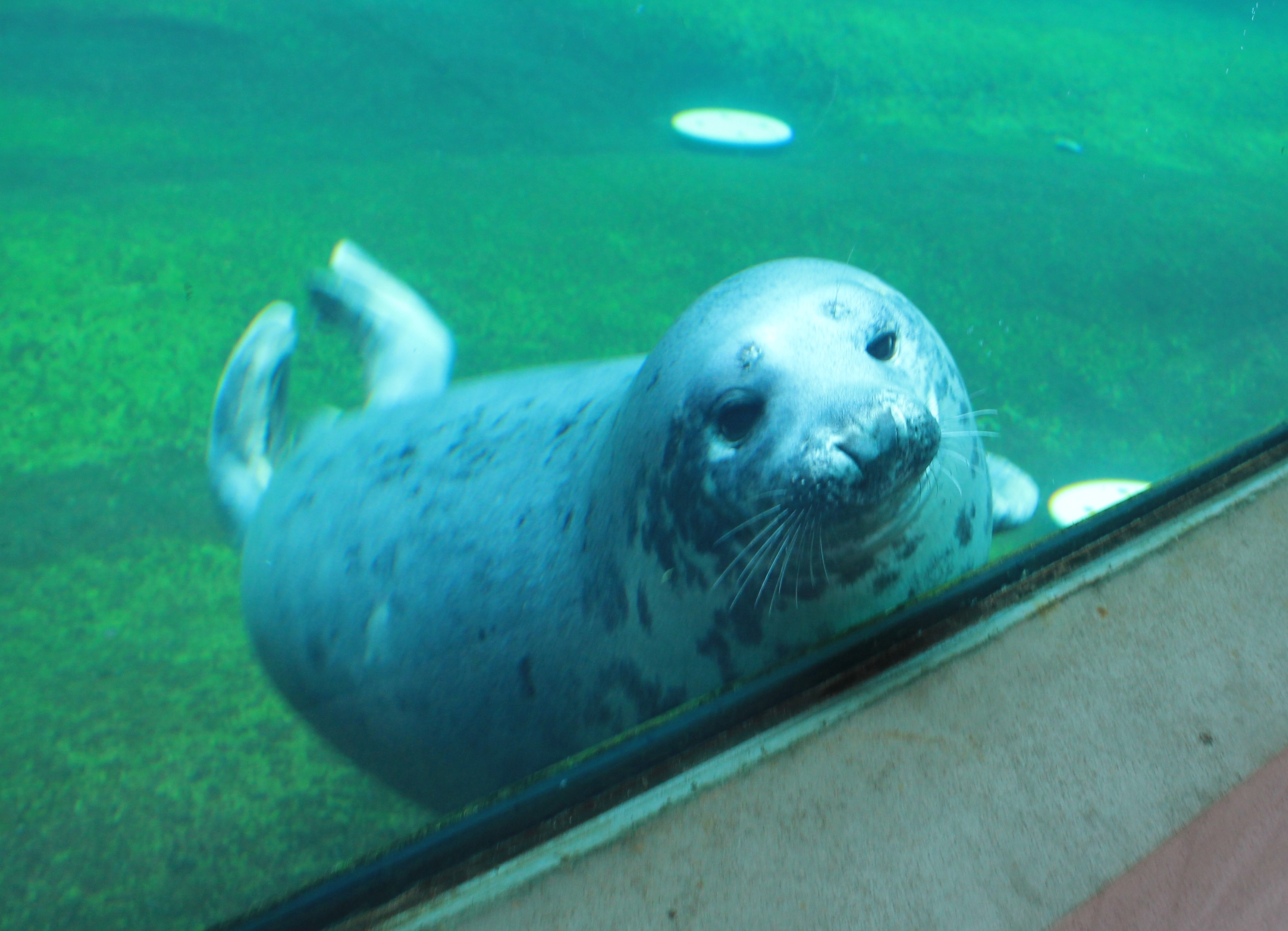
Blick durch das Unterwasserfenster in das Robbenbecken
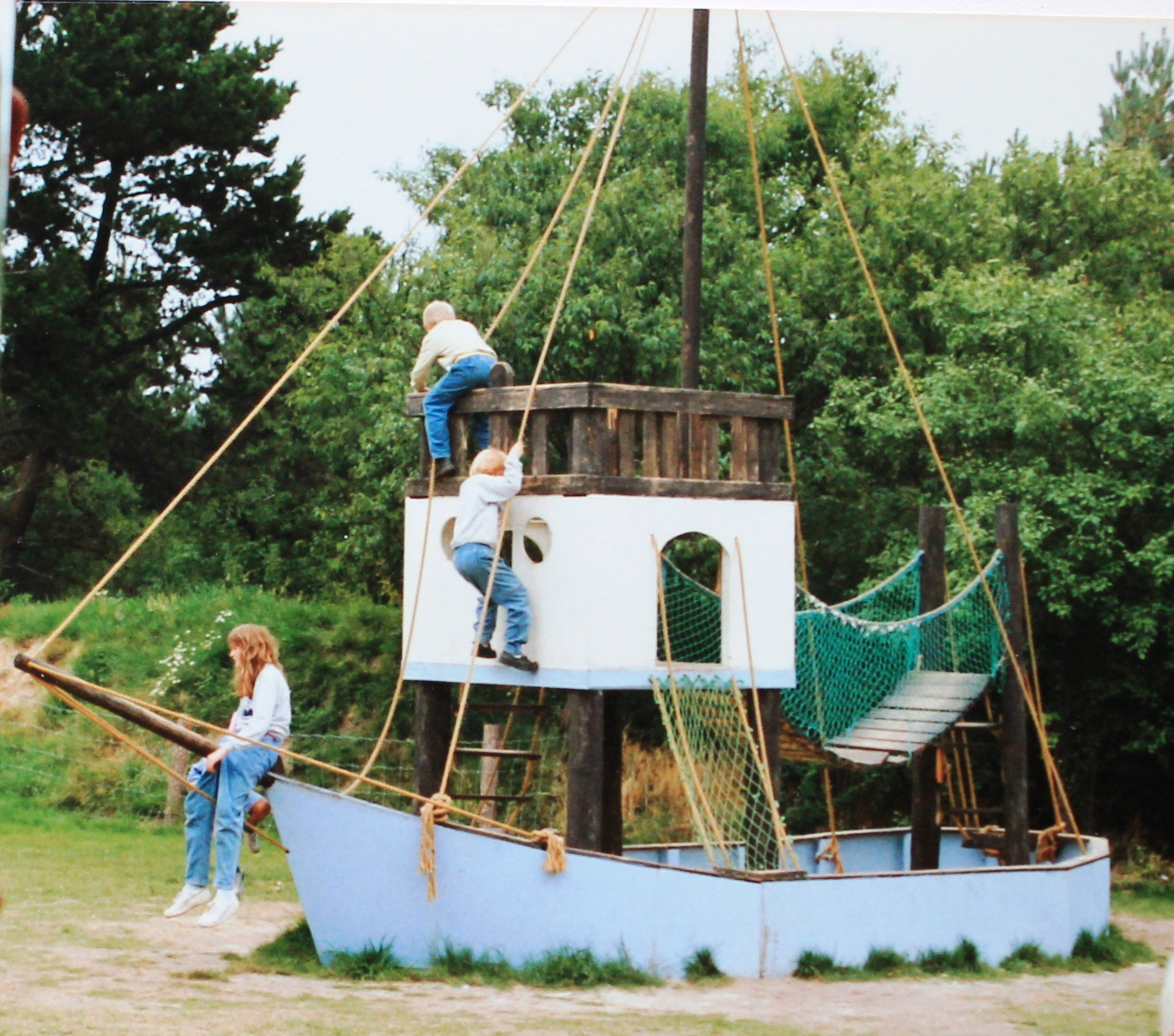
Spielplatz